# Ngày tiêu chuẩn
Ngày tiêu chuẩn được sử dụng trong các ngành khí tượng, hàng không và các ngành khoa học khác như một cách xác định các tính chất nhất định của khí quyển theo cách cho phép những người sử dụng khí quyển của chúng ta tính toán và truyền đạt hiệu quả các tính chất của nó tại bất kỳ thời điểm nào. Ví dụ: độ lệch nhiệt độ +8 °C có nghĩa là không khí ở bất kỳ độ cao nào thì ấm hơn 8 °C (14 °F) so với những gì điều kiện ngày tiêu chuẩn và độ cao đo lường sẽ dự đoán, và sẽ chỉ ra độ cao mật độ cao hơn. Những biến thể này cực kỳ quan trọng đối với cả nhà khí tượng học và phi công, vì chúng quyết định mạnh mẽ các tính chất khác nhau của bầu khí quyển.
Ví dụ, vào một ngày mát mẻ, một chiếc máy bay có thể không gặp vấn đề gì khi rời khỏi đường băng có chiều dài trung bình, nhưng vào ngày ấm hơn, độ cao mật độ có thể cao hơn, yêu cầu tốc độ mặt đất cao hơn và tốc độ không khí thực sự trước khi cất cánh, điều này đòi hỏi việc tăng tốc nhiều hơn, đường băng dài hơn và tốc độ leo dốc giảm sau khi nâng. Phi công có thể chọn giảm tổng trọng lượng của máy bay bằng cách mang ít nhiên liệu hơn hoặc giảm số lượng / trọng lượng của hàng hóa, hoặc thậm chí giảm số lượng hành khách (thường là lựa chọn cuối cùng). Không mang đủ nhiên liệu để hoàn thành chuyến bay đến đích, phi công sẽ lên kế hoạch dừng nhiên liệu trung gian, điều này có thể sẽ trì hoãn thời gian đến đích cuối cùng. Trong khí tượng học, việc rời khỏi điều kiện ngày tiêu chuẩn là do sự phát sinh mọi hiện tượng thời tiết, bao gồm giông bão, frông, mây, thậm chí là sưởi ấm và làm mát hành tinh của chúng ta.

## Thông số ngày tiêu chuẩn
Đối với Phi công: Ở mực nước biển, Độ cao: 29,92 in/Hg ở 15 °C (59 °F) Mô hình "ngày tiêu chuẩn" của khí quyển được xác định ở mực nước biển, với một số điều kiện hiện tại như nhiệt độ và áp suất. Nhưng các yếu tố khác, chẳng hạn như độ ẩm, làm thay đổi thêm bản chất của khí quyển và cũng được xác định trong điều kiện ngày tiêu chuẩn:
- Mật độ (ρ): 1.225  kg/m³ (0,00237 slug/ft³)
- Áp suất (p): 1013,25 hPa (14,7 lb/in²)
- Nhiệt độ (T): 15 °C (59 °F)
- Độ nhớt (μ): 17.3 µPa·s (3,62 × 10⁻⁷ lb s / ft²) [1]

Ba thuộc tính đầu tiên thường được gọi là điều kiện "ngày tiêu chuẩn", mà khía cạnh độ nhớt phần lớn bị bỏ qua trong hàng không. Tuy nhiên, độ nhớt, bị ảnh hưởng bởi mức độ ẩm, đóng một vai trò quan trọng trong lực cản khí động học, đó là lý do tại sao nó là thành phần chính của điều kiện ngày tiêu chuẩn. Bởi vì nó là thành phần chính của lực cản, nó ảnh hưởng đến lượng nhiên liệu bị đốt cháy trên mỗi đơn vị quãng đường vật thể đã đi.